# 国通大楼

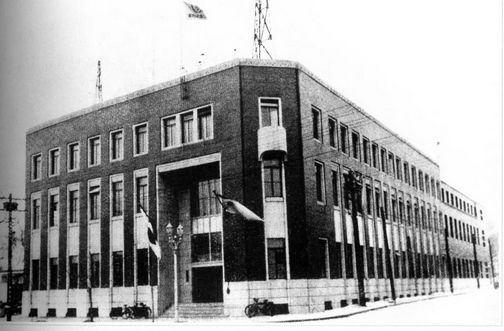
国通大楼

国通大楼（日语：国通ビル），位于吉林省长春市人民大街嫩江路口西南（原满洲国新京市中央通43番地），是满洲国通信社（简称“国通”，为 满洲国的国家通讯社）本社的办公楼，满洲弘报协会（满洲国新闻、出版审查机构）及其后的满洲新闻协会也在此办公。

## 简介
大楼由横井建筑事务所横井兼介设计，于1937年10动工，1938年11月竣工。建筑采用钢筋混凝土框架结构，地上三层，局部半地下室一层，建筑高度16.10米，最高塔楼距地面20.56米，总建筑面积4213平方米。一至二层主要有接待室、办公室、印刷发送室、照相室等，三层为俱乐部、阅览室、事务室等，半地下室为食堂、厨房、库房等，后院还建有车库。
1945年日本战败投降后，大楼由中央日报社长春分社使用；1980年代由吉林省劳动人事厅、吉林省司法厅等机关使用。21世纪初，为中国移动青岛路营业厅、吉林省法律援助中心使用。被定为长春市文物保护单位。